# 베베 (밴드)
베베(BeBe)는 2002년 10월 대한민국의 '홍대 재머스'에서 활동을 시작한 인디밴드이다.

## 구성원
- 보컬: 우연주
- 드럼: 김태윤
- 일렉기타: 허군
- 베이스: 김근회

## 참가 및 발표 앨범

### 참가 앨범
- 라이브 클럽 페스트 (2004. 02. 22)
- KBS 드라마 '백설공주' OST (2004. 03. 29)
- 2003 K-Rock Championship (2004. 08. 12)
- 성장드라마 반올림#2 OST (2006. 01)

### 발표 앨범
- 정규 1집 Be Careful (2004. 10. 21)